# 科尔梅纳尔-德奥雷哈
科尔梅纳尔-德奥雷哈，是西班牙马德里自治区的一个市镇。总面积114平方公里，总人口8424人（2013年），人口密度67人/平方公里。